# Roe contra Wade
El cas Roe contra Wade o Roe vs. Wade és el nom d'un cas judicial de 1973, pel qual la Cort Suprema dels Estats Units va dictaminar que la Constitució dels Estats Units protegeix la llibertat d'una dona embarassada per triar avortar sense excessives restriccions governamentals. Va anul·lar moltes lleis federals i estatals sobre l'avortament, i va provocar un debat nacional als Estats Units sobre si l'avortament ha de ser legal i fins a quin punt, qui ha de decidir la legalitat de l'avortament, quins mètodes ha de fer servir la Cort Suprema en l'adjudicació constitucional i quin ha de ser el paper de les opinions religioses i morals a l'esfera política. La decisió es va mantenir fins al 2022, quan va ser anul·lada pel Tribunal Suprem en un cas similar.
El cas Roe v. Wade va reconfigurar la política nord-americana, dividint gran part dels Estats Units en moviments a favor i en contra de l'avortament, alhora que va activar moviments de base en ambdós bàndols.
La decisió es referia al cas de Norma McCorvey - coneguda a la seva demanda amb el pseudònim de "Jane Roe" - que el 1969 es va quedar embarassada del seu tercer fill. McCorvey volia avortar, però vivia a Texas, on l'avortament era il·legal, llevat de quan fos necessari per salvar la vida de la mare. La van remetre a les advocades Sarah Weddington i Linda Coffee, que van presentar una demanda en nom seu davant un tribunal federal dels Estats Units contra el fiscal de districte local, Henry Wade, al·legant que les lleis d'avortament de Texas eren inconstitucionals. Un panell de tres jutges del Tribunal de Districte dels Estats Units per al Districte Nord de Texas va veure el cas i va fallar a favor seu. L'Estat de Texas va apel·lar llavors aquesta sentència directament davant la Cort Suprema dels Estats Units.
El gener de 1973, el Tribunal Suprem va emetre una decisió per majoria de 7 a 2 en què dictaminava que la Clàusula del Degut Procés de la Catorzena esmena de la Constitució dels Estats Units proporciona un "dret a la intimitat" que protegeix el dret d'una dona embarassada a triar si vol o no avortar. Però també va dictaminar que aquest dret no és absolut, i que s'ha de sospesar amb els interessos del govern en la protecció de la salut de la dona i la protecció de la vida prenatal. La Cort va resoldre aquesta prova d'equilibri vinculant la regulació estatal de l'avortament als tres trimestres de l'embaràs: durant el primer trimestre, els governs no podien prohibir l'avortament en absolut; durant el segon trimestre, els governs podien exigir regulacions sanitàries raonables; durant el tercer trimestre, els avortaments podien prohibir-se del tot sempre que les lleis continguessin excepcions per als casos en què fossin necessaris per salvar la vida o la salut de la mare. La Cort va qualificar de "fonamental" el dret a decidir avortar, cosa que obligava els tribunals a avaluar les lleis d'avortament impugnades sota el criteri d'"escrutini estricte", el nivell més alt de revisió judicial als Estats Units.
Roe va ser criticat per alguns membres de la comunitat jurídica nord-americana, alguns membres d'aquesta comunitat han qualificat la decisió com a una forma d'activisme judicial. La Cort Suprema va revisar i va modificar els dictàmens jurídics de Roe en la seva decisió de 1992 Planned Parenthood v. Casey. En el cas Casey, la Cort va reafirmar la posició de Roe que el dret de la dona a decidir avortar està constitucionalment protegit, però va abandonar el marc trimestral de Roe a favor d'un criteri basat en la viabilitat del fetus i va anul·lar el requisit de Roe que les regulacions governamentals sobre l'avortament es revisin sota el criteri d'escrutini estricte.
El 3 de maig de 2022, el setmanari Politico va obtenir un esborrany inicial filtrat sobre l'opinió majoritària escrit pel jutge Samuel Alito que suggeria que la posició de la Suprema Cort s'inclinava a revertir Roe i Casey amb relació a la decisió final pendent a Dobbs v. Jackson Women's Health Organization. El President de la Cort Suprema John Roberts va confirmar l'autenticitat del document filtrat en una declaració feta el dia següent, tot i això ha indicat que "no representa una decisió de part de la Cort ni postura final de cap membre sobre els temes abordats en el cas". El 24 de juny de 2022 el tribunal suprem anul·là el veredicte del cas, acabant amb quasi cinquanta anys de drets a l'avortament legal al país. Just després de l'anunci, alguns estats anunciaren l'inici del procés del ban a l'avortament.

## Història del cas
En 1970, les advocades feia poc graduades de la Facultat de Dret de la Universitat de Texas, Linda Coffee i Sarah Weddington, van presentar una demanda a Texas representant Norma L. McCorvey («Jane Roe»). McCorvey sostenia que el seu embaràs havia estat producte d'una violació. El fiscal de districte del Comtat de Dallas, Texas, Henry Wade, que representava l'Estat de Texas, s'oposava a l'avortament. El Tribunal del Districte va fallar a favor de Jane Roe, però va refusar establir una restricció en contra de les lleis sobre avortament.
El cas va ser apel·lat en reiterades oportunitats fins que finalment va arribar a la Cort Suprema dels Estats Units, la qual finalment el 1973 va decidir que la dona, emparada en el dret a la privadesa —sota la «Clàusula del Degut Procés» de la Catorzena Esmena podia triar si continuava o no amb l'embaràs; aquest dret a la privadesa es considerava un dret fonamental sota la protecció de la Constitució dels EUA i, per tant, cap estat hi podia legislar en contra.
«Jane Roe» va donar a llum la seva filla mentre el cas encara no s'havia decidit. La criatura va ser donada en adopció. Roe v. Wade, 410 US 113 (1973) va ser decidit finalment pel Tribunal Suprem dels Estats Units, donant lloc a una decisió històrica en matèria d'avortament. Segons aquesta decisió, la majoria de les lleis contra l'avortament als Estats Units violaven el «dret constitucional a la privadesa sota la "Clàusula del Degut Procés"» de la Catorzena esmena de la Constitució. La decisió va obligar a modificar totes les lleis federals i estatals que proscrivien o que restringien l'avortament i que eren contràries a la nova decisió.
El juny de 2022, el Tribunal Suprem dels Estats Units va anul·lar a Roe i Casey a Dobbs v. Jackson Women's Health Organization sobre la base que el dret substantiu a l'avortament no estava "profundament arrelat a la història o tradició d'aquesta nació", ni es considerava un dret quan la Clàusula del Degut Procés fou ratificada el 1868, i no era d'aplicació a llei dels Estats Units fins a Roe.